# Sidney Cottle
Sidney Cottle (Plymouth, 19 giugno 1892 – India, 15 agosto 1967) è stato un aviatore sudafricano.
Il Group Captain Sidney Joseph "Jack" Cottle, insignito dell'Ordine dell'Impero Britannico, inizia la carriera militare durante la prima guerra mondiale. Negli ultimi anni della guerra è diventato un Asso dell'aviazione, accreditato con tredici vittorie aeree, di cui 11 sul fronte italiano. Il suo servizio sarebbe durato tre decenni in tre continenti prima del suo ritiro definitivo nel 1944.

## Biografia
Anche se Cottle era nato in Inghilterra, mentre era giovane si trasferì nella Colonia del Natal, dove è cresciuto. È stato soprannominato "The man with the funny elbows" dalla gente del posto. Nel 1914, si arruolò nei South African Mounted Rifles. Ha servito con loro fino al suo trasferimento nel Royal Flying Corps (RFC) nel 1917.

## Servizio aereo
Entra nella RFC il 27 luglio 1917. Fu mandato nel No. 45 Squadron RFC in Italia come pilota di Sopwith Camel. Il 10 marzo 1918, lui e Richard Dawes abbattono un Deutsche Flugzeugwerke nemico a due posti a sud-est di Salgarada. Il 18 maggio Cottle consegue in solitaria la sua seconda vittoria, colpendo un Albatros D.III. Il 30 maggio 1918 Cottle fu ferito in azione. Il 5 luglio 1918 Cottle colpì un biposto LVG; è stato visto per l'ultima volta ancora apparentemente sotto controllo. Nessun vittoria, anche se è stato governato "in forte discesa". Ha conseguito altre due vittorie in più a luglio, diventando un asso nel suo ultimo giorno. Ha raggiunto tre vittorie all'inizio di agosto; poi il 31 distrusse l'Albatros D.III di Josef Pürer alle 09:35, costrinse un D.III in picchiata alle 09:40, spinse un terzo D.III in caduta alle 09:45 ed ricognitore nemico a due posti verso il basso alle 10:35. Le quattro vittorie lo hanno fatto arrivare ad undici vittorie confermate.
A questo punto, il 45 Squadron si sposta dall'Italia in Francia, non consentendo a Cottle il combattimento per un certo periodo. Cottle ha poi conseguito il 3 e il 5 novembre 1918 altre due vittorie, arrivando fine alla guerra con tredici vittorie confermate ed una non confermata.

## Il dopoguerra
Cottle rimase nella Royal Air Force e nel 1919 divenne Flight Commander nella No. 79 Squadron RAF. Successivamente si trasferì nella No. 48 Squadron RAF in India. Ha sposato un maggiore del Women's Indian Army. Cottle fu poi trasferito in Iraq nel 1924. Nel 1932 fu assegnato in servizio con l'Egyptian Air Force. Fu promosso Group Captain nel 1940, che fu il suo grado al momento del ritiro il 21 giugno 1941. Venne poi richiamato fino al 1944, quando alla fine si ritirò. Alcuni anni dopo, si è trasferito in India. Morì lì il 15 agosto 1967.